# FC Kabul Bank
Der Ferozi FC (bis 2010 FC Kabul Bank) ist ein afghanischer Fußballverein aus Kabul.
Der Verein wird von der Kabul Bank gesponsert und spielt in der Kabul Premier League. 2007 wurden sie Vizemeister und 2008 Zweiter beim Afghan Unity Cup. 
Zum Kader gehörte bis 2013 Hashmatullah Barekzai.